# Pro Evolution Soccer 3
 (juillet 2017).
Si vous disposez d'ouvrages ou d'articles de référence ou si vous connaissez des sites web de qualité traitant du thème abordé ici, merci de compléter l'article en donnant les références utiles à sa vérifiabilité et en les liant à la section « Notes et références ».
Pro Evolution Soccer 3 (Winning Eleven 7, abrégé PES 3) est un jeu vidéo de football, sorti en 2003 sur PlayStation 2 et PC.
Développé et édité par Konami, ce jeu fait partie de la série des "Pro Evolution Soccer".

## Nouveautés
Nouveau moteur de jeu pour de meilleur graphisme, plans de caméra revues,  joueurs ayant leurs animation perso, ralentis plus nombreux, possibilité de se faire affronter des équipes nationales contre des clubs,  gameplay amélioré (le jeu de passes a gagné en précision et autorise une circulation de balle plus souple, IA amélioré, de nouveau geste techniques) et 1er jeu de la série sorti sur PC.

## Accueil
- Jeuxvideo.com : 18/20 (PS2)[1] - 15/20 (PC)[2]